# Plate-forme Renault CMF / AmpR
La plate-forme CMF (Common Module Family) / AmpR (véhicules électrique) est une plate-forme développée par le groupe Renault-Nissan-Mitsubishi. Elle est utilisée depuis 2013.

## Histoire
Cette plate-forme permet de réduire les coûts d'investissement. Elle équipe de nombreux véhicules de l'alliance Renault Nissan. Cette plate-forme est déclinée en plusieurs versions : CMF-A (véhicules urbains), CMF-B (citadines et SUV urbains), CMF-C (véhicule compact), CMF-D (SUV compact), CMF-EV (véhicules électriques).
Le Nissan Qashqai de seconde génération est le premier véhicule à recevoir cette plate-forme.
En novembre 2023, le Renault Kardian inaugure une nouvelle évolution de la CMF-B destinée aux marchés émergents, appelée RMP (Renault Modular Platform).

## Caractéristiques
Cette plate-forme permet d'accueillir un nombre important de motorisations : essence, diesel, électrique, hybride et hybride rechargeable. Les moteurs sont situés en position transversale avant. La plate-forme CMF / AmpR est adaptée pour les véhicules à boîtes de vitesses manuelles, automatiques et sans boites (BEV). Elle peut également équiper les véhicules dotés d'une transmission intégrale.

## Véhicules
| Marque        | Modèle                    | Image | Années de production | Segment                              | Plate-forme           |
| ------------- | ------------------------- | ----- | -------------------- | ------------------------------------ | --------------------- |
| Renault       | Kwid                      |       | 2015 -               | Petite citadine                      | CMF-A                 |
| Renault       | City K-ZE                 |       | 2019 -               | Crossover urbain                     | CMF-A                 |
| Renault       | Triber                    |       | 2019 -               | SUV compact                          | CMF-A                 |
| Renault       | Kiger                     |       | 2021 -               | SUV urbain                           | CMF-A                 |
| Renault       | Clio V                    |       | 2019 -               | Citadine polyvalente                 | CMF-B                 |
| Renault       | Captur II                 |       | 2019 -               | Crossover urbain                     | CMF-B                 |
| Renault       | Arkana                    |       | 2021 -               | SUV coupé compact                    | CMF-B                 |
| Renault       | Kardian                   |       | 2023 -               | Crossover urbain                     | RMP                   |
| Renault       | Espace V                  |       | 2015-2022            | Monospace, crossover                 | CMF-C/D               |
| Renault       | Kadjar                    |       | 2015-2022            | SUV compact                          | CMF-C/D               |
| Renault       | Talisman II               |       | 2015-2022            | Familiale routière                   | CMF-C/D               |
| Renault       | Mégane IV                 |       | 2016-                | Compacte                             | CMF-C/D               |
| Renault       | Koleos II                 |       | 2016-                | SUV familial                         | CMF-C/D               |
| Renault       | Scénic IV                 |       | 2016-2022            | Monospace                            | CMF-C/D               |
| Renault       | Kangoo III                |       | 2021 -               | Ludospace, véhicule utilitaire léger | CMF-C/D               |
| Renault       | Austral                   |       | 2022 -               | SUV compact                          | CMF-C/D               |
| Renault       | Rafale                    |       | 2024 -               | SUV coupé                            | CMF-C/D               |
| Renault       | Mégane E-tech Electric    |       | 2021 -               | SUV compact                          | CMF-EV                |
| Renault       | Renault 5 E-Tech Electric |       | 2024 -               | Citadine polyvalente                 | CMF–B EV / AmpR Small |
| Alpine        | Alpine A290               |       | 2024 -               | Citadine sportive                    | CMF–B EV / AmpR Small |
| Nissan        | Qashqai II                |       | 2013-2021            | SUV compact                          | CMF-C/D               |
| Nissan        | Qashqai III               |       | 2021 -               | SUV compact                          | CMF-C/D               |
| Nissan        | X-Trail III               |       | 2014-2021            | SUV familial                         | CMF-C/D               |
| Nissan        | Pulsar (C13)              |       | 2013-2018            | Compacte                             | CMF-C/D               |
| Nissan        | Sylphy/Sentra             |       | 2013 -               | Compacte tricorps                    | CMF-C/D               |
| Nissan        | Juke II                   |       | 2019 -               | Crossover urbain                     | CMF-B                 |
| Nissan        | Note III                  |       | 2020 -               | Monospace compact                    | CMF-B                 |
| Nissan        | Ariya                     |       | 2021 -               | SUV compact                          | CMF-EV                |
| Nissan        | Townstar                  |       | 2022 -               | Ludospace, véhicule utilitaire léger | CMF-C                 |
| Dacia         | Logan III                 |       | 2020 -               | Berline tricorps                     | CMF-B                 |
| Dacia         | Sandero III               |       | 2020 -               | Citadine polyvalente                 | CMF-B                 |
| Dacia         | Spring                    |       | 2021 -               | Crossover urbain                     | CMF-A                 |
| Mitsubishi    | ASX II                    |       | 2023 -               | SUV compact                          | CMF-B                 |
| Mitsubishi    | Colt VII                  |       | 2023 -               | Citadine polyvalente                 | CMF-B                 |
| Mitsubishi    | Outlander IV              |       | 2022 -               | SUV familial                         | CMF-C/D               |
| Datsun        | redi-Go                   |       | 2016 -               | Crossover urbain                     | CMF-A                 |
| Mercedes-Benz | Classe T / Citan II       |       | 2022 -               | Ludospace, véhicule utilitaire léger | CMF-C                 |